# Parhoplophryne usambarica
Parhoplophryne usambarica är en groddjursart som beskrevs av Barbour och Arthur Loveridge 1928. Parhoplophryne usambarica ingår i släktet Parhoplophryne och familjen Microhylidae. IUCN kategoriserar arten globalt som akut hotad. Inga underarter finns listade i Catalogue of Life.